# Isanthrene aterrima
Isanthrene aterrima là một loài bướm đêm thuộc phân họ Arctiinae, họ Erebidae.